# Blaikfjället
Blaikfjället este o arie protejată (arie specială de conservare — SAC, sit de importanță comunitară — SCI, arie de protecție specială avifaunistică — SPA) din Suedia întinsă pe o suprafață de 34.174 ha, integral pe uscat.

## Localizare
Centrul sitului Blaikfjället este situat la coordonatele 64°36′10″N 16°06′52″E / 64.6027°N 16.1144°E.

## Înființare
Situl Blaikfjället a fost declarat sit de importanță comunitară în decembrie 1995 pentru a proteja 2 specii de plante și 19 specii de animale. Alte tipuri de protecție:
- arie de protecție specială avifaunistică (în decembrie 1996)[2]
- arie specială de conservare (în decembrie 2009)[1][3][4]

## Biodiversitate
Situată în ecoregiunile alpină și boreală, aria protejată conține 13 habitate naturale: Taiga vestică, Mlaștini alcaline, Izvoare fino-scandinave și mlaștini produse de izvoare bogate în minerale, Râuri de munte și vegetația erbacee de pe malurile acestora, Turbării Aapa, Pajiști aluvionare boreale nordice, Păduri nordice subalpine/subarctice cu Betula pubescens ssp. czerepanovii, Tufărișuri subarctice cu Salix spp., Mlaștini turboase de tranziție și turbării mișcătoare, Pajiști alpine și boreale, Mlaștini împădurite, Păduri fino-scandinave bogate în ierburi cu Picea abies, Cursuri de apă de la nivel de câmpie la nivel montan, cu vegetație Ranunculion fluitantis și Callitricho-Batrachion.
La baza desemnării sitului se află mai multe specii protejate:
- plante (2): Calamagrostis chalybaea, Ranunculus lapponicus
- păsări (16): minunița (Aegolius funereus), cocoșul de mesteacăn (Bonasa bonasia), erete vânăt (Circus cyaneus), ciocănitoare neagră (Dryocopus martius), cufundar mic (Gavia stellata), ciuvică (Glaucidium passerinum), cocor (Grus grus), notatița cu ciocul subțire (Phalaropus lobatus), bătăuș (Philomachus pugnax), ciocănitoare de munte (Picoides tridactylus), ploier auriu (Pluvialis apricaria), Sterna paradisaea, Surnia ulula, cocoșul de mesteacăn (Tetrao tetrix tetrix),  cocoș de munte (Tetrao urogallus), fluierar de mlaștină (Tringa glareola)
- mamifere (3): gluton (Gulo gulo), vidră de râu (Lutra lutra), râs eurasiatic (Lynx lynx)